# ویکی موسسیان-لامورییو
ویکتوریا "ویکی" موسسیان-لامورییو (انگلیسی: Victoria "Vicki" Movsessian-Lamoriello؛ زادهٔ ۶ نوامبر ۱۹۷۲) بازیکن هاکی روی یخ ارمنی‌تبار اهل ایالات متحده آمریکا است. وی در ترکیب تیم ملی هاکی روی یخ زنان ایالات متحده آمریکا موفق به کسب مدال طلای  بازی‌های المپیک زمستانی ۱۹۹۸ ناگانو شد.